# Минерал Појнт (Висконсин)
Минерал Појнт (енгл. Mineral Point) град је у америчкој савезној држави Висконсин.

## Демографија
По попису из 2010. године број становника је 2.487, што је 130 (-5,0%) становника мање него 2000. године.
| Група             | 2000.         | 2010.         |
| Белци             | 2.582 (98,7%) | 2.423 (97,4%) |
| Афроамериканци    | 5 (0,2%)      | 15 (0,6%)     |
| Азијати           | 6 (0,2%)      | 19 (0,8%)     |
| Хиспаноамериканци | 11 (0,4%)     | 17 (0,7%)     |
| Укупно            | 2.617         | 2.487         |